# 福岡県道11号有毛引野線
福岡県道11号有毛引野線（ふくおかけんどう11ごう ありげひきのせん）は、福岡県北九州市若松区から北九州市八幡西区に至る県道（主要地方道）である。

## 概要
北九州市若松区大字有毛から北九州市八幡西区引野2丁目に至る。北九州学術研究都市から折尾・黒崎間は周辺の主要道路であり交通量が多い。大鳥居以南は2車線となる。若松区蜑住（あますみ）から大鳥居までは大鳥居交差点に至る現道と大鳥居西交差点に至る新道のいずれも本路線に指定されている。
1994年（平成6年）4月1日に福岡県道275号有毛折尾線の一部、北九州市道穴生蜑住線、福岡県道282号穴生引野線の一部が福岡県道11号有毛引野線として新たに認定された。
1993年（平成5年）3月31日までの整理番号11は、現在の鳥栖市と朝倉市（旧・甘木市）を結ぶ佐賀県道・福岡県道11号鳥栖甘木線として供用していた。その後、1993年（平成5年）4月1日に鳥栖甘木線が現在の国道500号に昇格したため1年間の欠番を経て翌1994年（平成6年）4月1日に新たに番号を振り直したものである。

### 路線データ
- 起点：福岡県北九州市若松区大字有毛（有毛交差点、国道495号交点）
- 終点：福岡県北九州市八幡西区引野2丁目（都市高速黒崎入口交差点、国道200号交点）
- 総延長：11.59 km

## 歴史
- 1993年（平成5年）5月11日 - 建設省から、県道有毛折尾線の一部、市道穴生蜑住線、県道引野穴生線の一部を「有毛引野線」として主要地方道に指定される[2]。
- 1994年（平成6年）4月1日 - 県道有毛折尾線、引野穴生線が路線廃止され、新たに県道有毛引野線が認定される（整理番号11）

## 路線状況

### 道路施設

#### 橋梁
- 汐分大橋（江川、北九州市若松区）
- 本城大橋（金手川・筑豊本線、北九州市八幡西区）
- 夕原大橋（新々堀川、北九州市八幡西区）
- 中蓮橋（割子川、北九州市八幡西区）

## 地理

### 通過する自治体
- 北九州市（若松区 - 八幡西区）

### 交差する道路
| 交差する道路             | 市町村名 | 市町村名 | 交差する場所         | 交差する場所                  |
| ------------------------ | -------- | -------- | -------------------- | ----------------------------- |
| 国道495号                | 北九州市 | 若松区   | 大字有毛             | 有毛交差点 / 起点             |
| 国道495号 / 竹並バイパス | 北九州市 | 若松区   | 大字蜑住（あますみ） | 稲国交差点                    |
| 福岡県道26号北九州芦屋線 | 北九州市 | 若松区   | 大字大鳥居           | 大鳥居交差点                  |
| 国道199号                | 北九州市 | 八幡西区 | 力丸町               | 力丸町交差点                  |
| 国道199号 / 旧道         | 北九州市 | 八幡西区 | 本城東5丁目          | 本城（帯田）交差点            |
| 国道3号                  | 北九州市 | 八幡西区 | 樋口町               | 樋口町交差点                  |
| 国道200号                | 北九州市 | 八幡西区 | 引野2丁目            | 都市高速黒崎入口交差点 / 終点 |

### 交差する鉄道
- 筑豊本線
- 鹿児島本線
- 筑豊電気鉄道

### 沿線
- 戸明神社
- 北九州市立大学ひびきのキャンパス
- 北九州市立小池特別支援学校
- 北九州市立浅川中学校
- 産業医科大学・産業医科大学医療技術短期大学・産業医科大学病院
- 北九州市立光貞小学校
- 北九州市立医生丘小学校
- 北九州市立本城中学校
- 筑豊電気鉄道 穴生駅
- 穴生郵便局
- 北九州市立八幡特別支援学校
- 大池公園
- 八幡西消防署
- 割子川せせらぎ公園
- 北九州高速4号線 410/411 黒崎出入口[注釈 2]